# Rait Ärm
Rait Ärm (Saku, 31 de marzo de 2000) es un deportista estonio que compite en ciclismo en la modalidad de ruta. Ganó una medalla de bronce en el Campeonato Europeo de Ciclismo en Ruta de 2019, en la prueba de ruta sub-23.

## Medallero internacional
| Campeonato Europeo | Campeonato Europeo     | Campeonato Europeo | Campeonato Europeo |
| Año                | Lugar                  | Medalla            | Competición        |
| ------------------ | ---------------------- | ------------------ | ------------------ |
| 2019               | Alkmaar (Países Bajos) | Medalla de bronce  | Ruta sub-23        |

## Palmarés
2019
- 3.º en el Campeonato Europeo en Ruta sub-23

2020
- 1 etapa del Baltic Chain Tour
- 2.º en el Campeonato de Estonia Contrarreloj

2022
- Baltic Chain Tour, más 1 etapa
- Gran Premio del Somme

2023
- Gran Premio de la Villa de Pérenchies
- Baltic Chain Tour, más 1 etapa

2025
- 2.º en el Campeonato de Estonia Contrarreloj